# 乔皮
乔皮，是匈牙利佐洛州所辖的一个村，总面积10.11平方公里，总人口180，人口密度17.8人/平方公里（2010年1月1日）。